# كليفورد مولينغا
كليفورد مولينغا (Clifford Mulenga)، من مواليد 5 أغسطس 1987، لاعب كرة قدم زامبي.
بدأ مسيرته الكروية مع نادي تشيبارامبا غريت إيغلز في عام 2004، وفي موسم 2004/2005 انتقل إلى نادي جامعة بريتوريا الجنوب أفريقي، وفي عام 2005 انتقل إلى نادي أورغيت السويدي، ولعب معهم حتى عام 2007، ومنذ عام 2008 وهو يلعب مع نادي ماكابي بيتاخ تيكفا الإسرائيلي.
هو يلعب مع منتخب زامبيا لكرة القدم.

## روابط خارجية
- كليفورد مولينغا على موقع قاعدة بيانات كرة القدم.إي يو (الإنجليزية)
- كليفورد مولينغا على موقع ناشيونال فوتبول تيمز (الإنجليزية)
- كليفورد مولينغا على موقع Soccerway.com (الإنجليزية)
- كليفورد مولينغا على موقع عالم كرة القدم.نت (الإنجليزية)
- كليفورد مولينغا على موقع كووورة